# Tom à la ferme
Tom à la ferme is een Canadese psychologische thrillerfilm uit 2013. De film werd geschreven, geproduceerd en geregisseerd door Xavier Dolan en ook onder de Engelse titel Tom at the Farm uitgebracht. De film is een adaptatie van het gelijknamige toneelstuk van Michel Marc Bouchard, die ook meeschreef aan het filmscenario.

## Verhaal
Tom (Dolan) reist naar het platteland om de begrafenis van zijn vriend bij te wonen. Hij ontdekt dat niemand hem daar kent of wist van zijn relatie met de overledene. Een duister spel ontwikkelt zich tussen Francis, de zoon des huizes, en Tom.

## Rolverdeling
| Acteur               | Personage |
| -------------------- | --------- |
| Xavier Dolan         | Tom       |
| Pierre-Yves Cardinal | Francis   |
| Lise Roy             | Agathe    |
| Évelyne Brochu       | Sara      |
| Manuel Tadros        | Barman    |
| Anne Caron           | Dokter    |
| Jacques Lavallée     | Priester  |

## Ontvangst

### Recensies
De film werd overwegend goed ontvangen. Volgens Rotten Tomatoes geeft 79% van de critici de film een positieve recensie, volgens Metacritic 71%. Peter Bradshaw van The Guardian noemde Xavier Dolan (die in deze film scenario, productie, regie, kostuumontwerp, hoofdrol en montage voor zijn rekening nam) een wonderkind.

### Prijzen en nominaties
De film won 9 prijzen en werd voor 28 andere genomineerd. Een selectie:
| Jaar | Evenement                          | Categorie                | Genomineerde                                                     | Resultaat   |
| ---- | ---------------------------------- | ------------------------ | ---------------------------------------------------------------- | ----------- |
| 2013 | Venetië (70ste editie)             | Gouden Leeuw             | Tom à la ferme                                                   | Genomineerd |
| 2013 | Venetië (70ste editie)             | Queer Lion               | Tom à la ferme                                                   | Genomineerd |
| 2013 | Venetië (70ste editie)             | FIPRESCI-prijs           | Tom à la ferme                                                   | Gewonnen    |
| 2014 | Canadian Screen Award (2de editie) | Beste film               | Tom à la ferme                                                   | Genomineerd |
| 2014 | Canadian Screen Award (2de editie) | Beste regisseur          | Xavier Dolan                                                     | Genomineerd |
| 2014 | Canadian Screen Award (2de editie) | Beste mannelijke bijrol  | Pierre-Yves Cardinal                                             | Genomineerd |
| 2014 | Canadian Screen Award (2de editie) | Beste vrouwelijke bijrol | Evelyne Brochu                                                   | Genomineerd |
| 2014 | Canadian Screen Award (2de editie) | Beste bewerkt scenario   | Michel Marc Bouchard, Xavier Dolan                               | Genomineerd |
| 2014 | Canadian Screen Award (2de editie) | Beste geluid             | François Grenon, Olivier Goinard, Sevan Koryan, Sylvain Brassard | Genomineerd |
| 2014 | Canadian Screen Award (2de editie) | Beste geluidmontage      | Guy Francoeur, Isabelle Favreau, Sylvain Brassard                | Genomineerd |
| 2014 | Canadian Screen Award (2de editie) | Beste filmmuziek         | Gabriel Yared                                                    | Genomineerd |